# Yoplait Liberté Canada
Pour les articles homonymes, voir Liberté (homonymie).
Yoplait Liberté Canada, anciennement Liberté Natural Foods, est un manufacturier canadien de produits laitiers établi dans la région de Montréal depuis 1936. Elle est implantée à Montréal et Saint-Hyacinthe, au Québec, ainsi qu'à Mississauga, dans l'Ontario.
Après avoir appartenu au groupe français Yoplait (2010-2021), elle passe sous le contrôle américain de General Mills (2021-2025), jusqu'au retour finalement sous le giron français de Yoplait et de la coopérative française Sodiaal.

## Présentation
En 1936, Liberté commence à produire du fromage à la crème et du fromage cottage au coin de la rue Saint-Urbain et de l'avenue Duluth.
La compagnie grandit tout en conservant la dimension traditionnelle et artisanale de sa production. Installée à Brossard en 1964, elle entreprend de faire du yogourt tout en continuant de fabriquer du fromage à la crème. Face au succès, elle continue à développer plus de produits. En 2008, Liberté Natural Foods acquiert une usine à Saint-Hyacinthe pour soutenir cette croissance.
En décembre 2010, Liberté Natural Foods est acquise par le groupe français Yoplait. Quelques mois plus tard, en mars 2011, le groupe américain General Mills acquiert 51 % de sa société mère Yoplait. En 2021, la coopérative française Sodiaal, qui a créé la marque, reprend entièrement le contrôle de Yoplait, en rachetant les 51 % détenus par General Mills. Une reprise qui ne comprend pas encore les activités nord-américaines.
En janvier 2025, les activités canadiennes retournent finalement dans le giron du groupe français Yoplait (Sodiaal), en plein boycott des produits américains au Canada, s'inscrivant dans la guerre commerciale des États-Unis avec le Canada.

Logo de Liberté, Inc. jusqu'en 2021
Logo de Yoplait Liberté Canada depuis 2025.